# 야스민 벨마디
야스민 벨마디(Yasmine Belmadi, 1976년 1월 26일 ~ 2009년 7월 18일)는 프랑스의 배우, 영화 감독, 텔레비전 배우이다.
오베르빌리에에서 태어났으며 파리에서 사망하였다. 사인은 교통사고이다. 

## 영화
- 굿바이 게리 (2009년)
- 레드 화이트 보 (2006년)
- 와일드 사이드 (2004년) - 다멜 역
- 밤비를 누가 죽였나? (2003년)
- 크리미널 러버 (1999년) - 카림 역